# 231555 Christianeurda
231555 Christianeurda è un asteroide della fascia principale. Scoperto nel 2008, presenta un'orbita caratterizzata da un semiasse maggiore pari a 2,9256951 UA e da un'eccentricità di 0,0480027, inclinata di 4,03375° rispetto all'eclittica.
L'asteroide è dedicato alla tedesca Christiane-Urda Suessenberger, moglie dello scopritore.